# Summon Night
A Summon Night (サモンナイト; Hepburn: Samon Naito) japán szerepjáték-sorozat, melyben visual novel- és randiszimulátor-elemek is szerepelnek. A sorozat legtöbb címét a Flight-Plan fejlesztette és a Banpresto jelentette meg, illetve az összes szereplőtervezője Iizuka Takesi volt. A sorozatnak öt sorszámozott főepizódja van, illetve hét spin-offja; melyek PlayStation, PlayStation 2, PlayStation 4, PlayStation Portable, PlayStation Vita, Game Boy Advance és Nintendo DS videójáték-konzolokra jelentek meg. 2016-ig a sorozat mindössze négy tagját lokalizálták hivatalosan angol nyelvre; a Summon Night: Twin Age, a Summon Night: Swordcraft Story és Summon Night: Swordcraft Story 2 című mellékjátékokat, illetve a Summon Night 5 főrészt.

## Videójátékok

### Fősorozat
A Summon Night fősorozat tagjai taktikai szerepjátékok, melyek ugyan egyazon univerzumban játszódnak, azonban még sincs közöttük számottevő kapcsolat.
- Summon Night (2000. január 6.)
A játékot a Flight-Plan fejlesztette és a Banpresto jelentette meg Japánban PlayStationre, 2000. január 6-án. A játék feljavított átirata 2008. április 24-én a Bandai Namco Games gondozásában Nintendo DS kézikonzolra is megjelent.
- Summon Night 2
A játék 2001. augusztus 2-án jelent meg PlayStationre. A játék feljavított átirata 2008. augusztus 7-én a Bandai Namco Games gondozásában Nintendo DS kézikonzolra is megjelent.
- Summon Night 3
A játék eredetileg 2003. augusztus 7-én jelent meg PlayStation 2-re, melyet 2012. október 4-én egy feljavított PlayStation Portable-átirat követett a Summon Night 5 beharangozásaként.
- Summon Night 4
A játék eredetileg 2006. november 30-án jelent meg PlayStation 2-re, melyet 2012. november 15-én egy feljavított PlayStation Portable-átirat követett a Summon Night 5 beharangozásaként.
- Summon Night 5

A Summon Night 5 a sorozat első olyan tagja, melyet nem a Flight-Plan, hanem a Felistella fejlesztett. A játék 2013. május 16-án jelent meg Japánban, 2015. december 15-én Észak-Amerikában és 2016 elején Európában, kizárólag PlayStation Portable kézikonzolra.
- Summon Night 6: Lost Borders
A Summon Night 6-ot a Media.Vision fejlesztette és a Bandai Namco Entertainment jelentette meg 2016. március 10-én PlayStation 4 és PlayStation Vita platformokra.

### Mellékjátékok
A következő három játék akció-szerepjáték, az Ys vagy a Szeiken denszecu sorozatokhoz hasonló játékmenettel.
- Summon Night EX-Thesis: Joake no cubasza — 2005. augusztus 4. (PlayStation 2)
- Summon Night: Twin Age — 2007. augusztus 30. (Nintendo DS)
- Summon Night Gran-These: Horobi no curugi to jakuszoku no kisi — 2010. március 11. (PlayStation 2)

A következő három játék akció-szerepjáték, a Tales sorozathoz hasonló játékmenettel.
- Summon Night: Swordcraft Story — 2003. április 25. (Game Boy Advance)
- Summon Night: Swordcraft Story 2 — 2004. augusztus 20. (Game Boy Advance)
- Summon Night Craft Sword monogatari: Hadzsimari no isi — 2005. december 8. (Game Boy Advance)

A következő játék klasszikus szerepjáték, a Final Fantasy sorozathoz hasonló körökre osztott játékmenttel.
- Summon Night X: Tears Crown — 2009. november 5. (Nintendo DS)

## Helyszín
Az összes Summon Night játék Lyndbaumban játszódik, mely egy a középkori Európához hasonlítható világ, melyben modern gyárak és vasutak is találhatóak, így a Summon Night sorozatnak steampunk helyszíne van. Lyndbaumot négy túlvilági világ veszi körül: Loreilal, a mechanikus lények világa; Silturn, a jókaik földje; Sapureth, az angyalok és démonok menedéke, illetve Maetropa, a fél-emberek, mágikus vadak, tündérek és egyéb mitikus lények élőhelye. Ezen világokon kívül még számtalan is van, köztük a mi világunk, a „valódi” világ, ahonnan az első játék főszereplői is elteleportálódtak.